# Banda S
La banda S fa parte dello spettro elettromagnetico, ed in particolare va da 2 a 4 GHz (tra i 15 cm ed i 7,5 cm di lunghezza d'onda), a cavallo del confine tra UHF e SHF (3,0 GHz). La banda S è usata dai radar meteorologici e da alcuni satelliti per comunicazioni, specialmente quelli usati dalla NASA per comunicare con lo Space Shuttle e la Stazione spaziale internazionale.
La banda S è anche utilizzata nelle comunicazioni ottiche per riferirsi alle lunghezze d'onda tra i 1460 nm ed i 1530 nm.
La Federal Communications Commission statunitense ha approvato che il Digital Audio Radio Service trasmetta in banda S tra 2,310 e 2,360 GHz, ora usata dal Sirius Satellite Radio e dall'XM Satellite Radio.
In alcune nazioni la banda S è usata per la televisione satellitare domestica, mentre in altre nazioni si usa la Ku. La frequenza normalmente usata per questo servizio è tra 2,5 e 2,7 GHz.
Più recentemente la FCC ha approvato la creazione del Mobile Satellite Service (MSS) nella parte di banda S tra 2,0 e 2,2 GHz, in connessione con gli Ancillary Terrestrial Components (ATC). Attualmente ci sono un po' di compagnie che stanno cercando di sviluppare reti simili, tra cui ICO Satellite Management e TerreStar Networks.
Le apparecchiature wireless compatibili con gli standard IEEE 802.11b e g usano la sezione a 2,4 GHz della banda S. Anche gli standard IEEE 802.16a ed e utilizzano una parte della frequenza della banda S, seguendo lo standard WiMAX. Molti venditori, inoltre, stanno producendo apparecchiature che trasmettono a 3,5 GHz: l'esatta frequenza assegnata per questo uso varia da nazione a nazione.